# Svenska femkronan

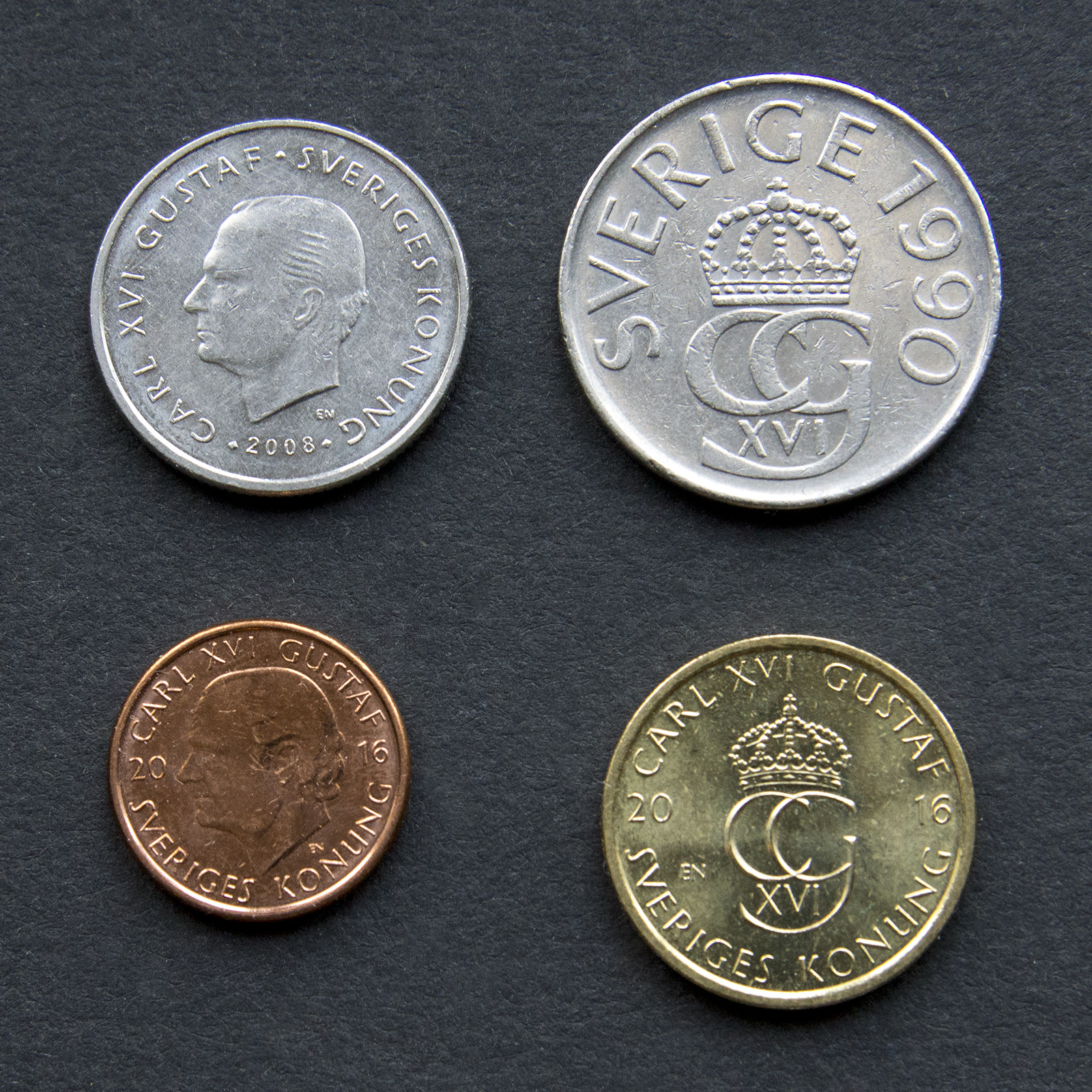
Den gamla femkronan överst till höger, den nya från 2016 nederst till höger.

Den svenska femkronan är ett guldfärgat mynt med värdet 5 kronor. Svenska 5-kronorsmynt har präglats sedan 1873, men i upplagor avsett för större allmän cirkulation sedan 1954. Nuvarande utseende på 5-kronan har präglats sedan 2016 och detta är sedan 1 juli 2017 den enda giltiga typen av 5-krona. På åtsidan visas kung Carl XVI Gustafs namnchiffer samt som omskrifttexten CARL XVI GUSTAF SVERIGES KONUNG och präglingsår. På frånsidan visas texten SVERIGE och valören 5 KRONOR samt stiliserade vågor och lilla riksvapnet tre kronor. Randen på myntet är slät, det väger 6,1 gram, diametern är 23,75 mm och kanthöjden är 1,97 mm. Myntmästarmärket står vid sidan av lilla riksvapnet.

## Metallinnehåll
Myntet är en legering bestående av koppar, aluminium, zink och tenn, också känt som Nordic Gold.

## Äldre femkronorsmynt
År 1873-1901 och 1920 präglades 5-kronorsmynt i guld, med en diameter av 16 millimeter, vikt av 2,24 och guldhalt på 90%. 
År 1935 präglades ett jubileumsmynt i silver i samband med 500-årsminnet av Arboga riksdag, 36 millimeter i diameter, en vikt av 25,1 gram och en silverhalt på 90%.
År 1952 präglades ett jubileumsmynt i silver i samband med Gustav VI Adolfs 70-årsdag. Myntet har en diameter av 36 millimeter, vikt av 22,88 gram och en silverhalt på 40%.
År 1954-55 och 1971 präglades ett ordinarie 5-kronorsmynt i silver, med en diameter på 34 millimeter, vikt av 18 gram och silverhalt på 40%.
År 1959 präglades ett jubileumsmynt till minne av 1809 års regeringsform, 34 millimeteri i diameter, vikt av 18 gram och silverhalt på 40%.
År 1962 präglades ett jubileumsmynt i samband med Gustav VI Adolfs 80-årsdag, 34 millimeteri i diameter, vikt av 18 gram och silverhalt på 40%.
År 1966 präglades ett jubileumsmynt i samband med 100-årsminnet av tvåkammarriksdagens tillkomst, 34 millimeter i diameter, vikt av 18 gram och silverhalt på 40%.
1972-1973 präglades femkronorsmynt i pläterat material med Gustaf VI Adolfs profilporträtt på. På åtsidan visas Gustaf VI Adolfs vapensköld med siffran 5 på ena sidan och texten KR på den andra sidan samt Gustaf VI Adolfs valspråk PLIKTEN FRAMFÖR ALLT nedtill. På frånsidan visas Gustaf VI Adolfs profilporträtt tillsammans med omskriften ¤ GUSTAF * VI * ADOLF * SVERIGES * KONUNG ¤ samt präglingsåret. Randen är slät och myntet är silverfärgat. Diametern på dessa mynt är 28,50 mm och kanthöjden är 2,00 mm, samma storlek som för mynten från 1976. Runt frånsidan och åtsidan på mynten går det små ränder i ett mönster, först två korta ränder och sedan en lång rand innan det börjar om med två korta ränder igen. Myntmästarmärket är ett litet U vid sidan av valspråket och kommer från dåvarande myntmästare Bengt Ulvfot.
År 1976-2016 präglades ett silverfärgat mynt där det på åtsidan visas kung Carl XVI Gustafs krönta monogram samt som omskrift texten SVERIGE och präglingsåret. På frånsidan visas siffran 5 med en rosett på vardera sidan och som omskrift nedtill visas texten KRONOR. Randen på myntet är slät, det väger 9,50 gram, diametern är 28,50 mm och kanthöjden är 2,00 mm. Myntmästarmärket står vid sidan av siffran fem. Den yttre sidan av myntet är en legering av koppar och nickel medan insidan består av ren nickel.

## Felpräglade femkronor
Felpräglade mynt är ovanliga och därför uppskattade samlarobjekt för numismatiker och kan därför säljas för höga summor: 
- År 1972 präglades ett okänt antal femkronor med en felaktig vapensköld. Lejonen som syns i vapenskölden ska ha små ränder bakom sig, men vissa femkronor blev utan dessa ränder.[1]
- År1991 råkade man prägla ett stort antal femkronor med fel myntmästarmärke. Istället för det riktiga myntmästarmärket D präglade man det felaktiga myntmästarmärket U.
- År 2009 dök det hos en myntåterförsäljare upp en femkrona från 1991 med åtsidan felvriden 180 grader i förhållande till frånsidan. Det är det enda kända exemplaret med den felaktiga präglingen.

## Övrigt
Gulfärgade femkronor från och med 2016 är giltiga som betalningsmedel. Mynt på minst en krona har alltid haft kungens porträtt utom 5-kronan från 1976 och framåt. De nya mynten tillverkas i Nederländerna av Koninklijke Nederlandse Munt. De gamla mynten, som dessa ersätter, blev ogiltiga den 30 juni 2017. Undantaget är dock de olika minnesmynt i silver från 1900-talet, samt femkronan från FN:s jubileum -95, som delats ut från Riksbanken och fortfarande är giltiga betalningsmedel.

## Norska femkronor
Norska femkronor har präglats sedan 1963. Dagens norska femkrona  har präglats sedan 1998 och har 26 mm diameter och väger 7,85 g. De har ett hål i mitten. De har 75% koppar och 25% nickel.

## Danska femkronor
Dagens danska femkrona  har präglats sedan 1990 och har 28,5 mm diameter och väger 9,2 g. De har ett hål i mitten.

## Isländska femkronor
Den idag gällande isländska femkronan har givits ut sedan 1981. Myntet 24,5 mm i diamenter, silverfärgad och har en räfflad kant. Framsidan visar Islands landvättar, baksidan en delfin. Till en början tillverkades mynten av en koppar-nickelblandning och vägde 6,5 g. Sedan 1997 har mynten präglats av nickelbeklätt stål, vilket har gjort dem någon lättare, med en vikt på 5,6 g.